# 香港駐東京經濟貿易辦事處
香港駐東京經濟貿易辦事處（英語：Hong Kong Economic and Trade Office (Tokyo)），簡稱香港駐東京經貿辦、駐東京經貿辦或駐東京辦，是中華人民共和國香港特別行政區政府在日本東京都設立的代表處，成立於1988年9月，位於東京都千代田區。它是香港特別行政區政府駐日本的官方機構。
辦事處促進與香港的雙邊貿易和投資，向商界和促進機構通報香港的重要發展。它亦會在有關國家的組織舉辦官方訪問，研討會和聯絡活動，並作為支持上述國家投資者在香港和中國大陸尋找商機的樞紐。辦事處推動日本與香港在經貿，投資，旅遊，文化交流等各領域的相互合作。它還幫助日本企業在香港投資和開展業務。自2003年3月起，也開始涉足與大韓民國相關的業務，並在首爾設有附屬諮詢辦公室。

## 首席代表列表
1. 藍鴻震 (任期：1991年至1997年)
2. 梁世華 (任期：1997年至1999年)[5]
3. 張敏儀 (任期：1999年至2002年)[6]
4. 方志偉 (任期：2002年至2006年)[7]
5. 彭婉儀 (任期：2006年至2011年)[8]
6. 黃碧兒 (任期：2011年至2016年)[9]
7. 翁佩雯 (任期：2016年至2020年)[10]
8. 何珏珊
  - 胡鉅華 (署理，任期：2020年至2022年)[11][12][13]
9. 歐慧心 (任期：2022年至)[14]

## 外部連結
- 香港駐東京經濟貿易辦事處 （页面存档备份，存于） （日語）（英文）
- 香港駐東京經濟貿易辦事處的X（前Twitter）
- 香港駐東京經濟貿易辦事處的Facebook專頁
- 香港駐東京經濟貿易辦事處的Instagram帳戶